# Ernest Ansermet
Ernest Ansermet   (Vevey, 11 de novembre de 1883 - Ginebra, 20 de febrer de 1969) va ser un director d'orquestra suís. Tot i que va ser contemporani de Wilhelm Furtwängler i Otto Klemperer, representa en molts aspectes una tradició i una aproximació a la direcció orquestral ben diferents als dels dos músics esmentats.

## Biografia

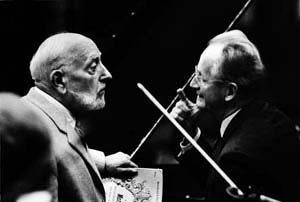
Ernest Ansermet (esquerra), amb Wilhelm Kempff

Inicialment va ser professor de matemàtiques a la Universitat de Lausana. Va començar a dirigir al Casino de Montreux l'any 1912, i entre 1915 i 1923 va ser el director dels Ballets Russos de Serguei Diàguilev. Viatjant per França amb els Ballets Russos, va conèixer Debussy i Ravel, i va tenir ocasió de discutir amb ells aspectes de la interpretació de llurs obres. Durant la Primera Guerra Mundial va conèixer Ígor Stravinski, qui es trobava exiliat a Suïssa. A partir d'aquest moment s'inicià una relació artística entre tots dos que s'allargaria tota la vida.
L'any 1918, Ansermet va fundar la seua pròpia orquestra, l'Orchestre de la Suisse Romande (OSR). Amb aquesta formació va fer gires pertot Europa i Amèrica i hi esdevingué cèlebre per les seues acurades interpretacions de música moderna. Va fer primers enregistraments d'obres de Stravinski, com ara el Capriccio per a piano i orquestra, amb el compositor com a solista. A més a més, va ser un dels primers músics que provinents del camp de la música culta es van interessar pel jazz seriosament, i l'any 1919 va escriure un elogiós article sobre Sidney Bechet.
Després de la Segona Guerra Mundial, Ansermet i la seua orquestra van atènyer un lloc de gran relleu arran del seu durador contracte amb la companyia discogràfica Decca Records. Des de llavors fins a la seua mort, va enregistrar gran part del seu repertori, sovint dues o tres vegades. Les seues interpretacions van ser considerades àmpliament com diàfanes i autoritzades, tot i que la qualitat orquestral no sempre assolia els més elevats estàndards internacionals i que diferien notablement de les d'altres famosos especialistes del segle xx com ara Pierre Monteux o el mateix Stravinski. Ansermet desaprovava la pràctica de Stravinski de revisar les seues obres, i sempre va programar les versions originals. Tot i que també va interpretar obres d'altres compositors del segle xx, com ara Arthur Honegger i Frank Martin, va evitar les obres d'Arnold Schönberg i els seus seguidors, i va mostrar-se crític amb Stravinski quan aquest va adoptar la tècnica dodecafònica. Al seu llibre Les fondements de la musique dans la conscience humaine (Els fonaments de la música en la consciència humana - 1961), va intentar provar, emprant la fenomenologia de Husserl i en part els seus propis coneixements matemàtics, que el llenguatge musical de Schoenberg era fals i irracional.
En els seus darrers anys, ell i la seua formació van sorprendre tothom amb una sèrie de discos dedicats a la música de Haydn, Beethoven i Brahms. Les interpretacions no palesaven el caràcter convencional germànic i van ser molt criticades en el moment de la seua aparició, però recentment han començat a ser més apreciades.
Al maig de 1954, Decca va fer amb Ansermet i la seua orquestra els primers enregistraments estereofònics a Europa. Van enregistrar la primera versió completa de El Trencanous de Txaikovski en LP (Artur Rodzinski ja n'havia fet un enregistrament en cinta magnètica, però havia sortit al mercat del disc només en mono). Ansermet també va dirigir uns primerencs enregistraments estereo dels Nocturnes i del Prélude à l'après-midi d'un faune de Debussy.
Ansermet era un home ardent, que defensava les seues opinions amb vehemència. Al Regne Unit es va fer conegut entre les orquestres pels seus tensos assajos, en un país on hom estava acostumat al més jovial estil de Sir Thomas Beecham o les maneres més pausades de Sir Adrian Boult. El seu darrer enregistrament; L'ocell de foc de Stravinski, es va realitzar a Londres amb la New Philharmonia Orchestra, i s'hi va incloure un fragment de les sessions d'assaig com a homenatge.
A més de la seua tasca com a director d'orquestra, Ansermet va compondre algunes peces per a piano i algunes obres orquestrals, entre elles un poema simfònic titulat Feuilles de Printemps (Fulles de Primavera). També va orquestrar els Six épigraphes antiques de Debussy l'any 1939. El 1966 el succeí com a director de la "seva" orquestra el seu compatriota Paul Kletzki.

## Obres

### En concert
- Stravinski, Histoire du soldat, Lausana, 28 de setembre de 1918
- Stravinski, Capriccio per a piano i orquestra, compositor com a solista, 6 de desembre de 1929

### En l'escenari
- Manuel de Falla, El sombrero de tres picos, Ballets Russos, Londres, 22 de juliol de 1919, amb coreografia de Léonide Massine i decorats i vestuari de Pablo Picasso. (Després el va enregistrar en estereo.)
- Stravinski, Pulcinella, Ballets Russos, París, 15 de maig de 1920
- Prokófiev, El bufó, Ballets Russos, París, 17 de maig de 1921
- Stravinski, Renard, Ballets Russos, París, 18 de maig de 1922
- Stravinski, Les noces, Ballets Russos, París, 13 de juny de 1923

### En disc
- Stravinski, Capriccio per a piano i orquestra, compositor com a solista, maig de 1930

## Escrits
- Ansermet, Ernest. 1961. Les fondements de la musique dans la conscience humaine. 2 v. Neuchâtel: La Baconnière. New edition, edited by J.-Claude Piguet, Rose-Marie Faller-Fauconnet, et al. Neuchâtel: La Baconnière, 1987. ISBN 2-8252-0211-8
- Ansermet, Ernest. 1973. L'apport de Paul Hindemith à la musique du XXe siècle. A Hommage à Paul Hindemith: 1895-1963 : l'homme et l'œuvre. Yverdon: Éditions de la Revue musicale de suisse romande.
- Ansermet, Ernest. 1983. Ecrits sur la musique. Editat per Jean-Claude Piguet. Nova ed. rev. Neuchâtel: La Baconnière. ISBN 2-8252-0207-X

### Correspondència
- Piguet, Jean-Claude (ed.) 1976. Ernest Ansermet, Frank Martin: Correspondance, 1934–1968. Editat per Jean-Claude Piguet, amb notes de Jacques Burdet. Neuchâtel: La Baconnière.
- Tappolet, Claude (ed.). 2006. Ernest Ansermet, correspondances avec des compositeurs américains (1926–1966): d'Aaron Copland à Virgil Thomson, les grands maîtres du nouveau monde. Ginebra: Georg.
- Tappolet, Claude (ed.). 1999. Ernest Ansermet: Correspondances avec des chefs d'orchestre célèbres (1913–1969): précédées d'un Souvenir d'Arturo Toscanini par Ernest Ansermet (1967). Ginebra: Georg. ISBN 2-8257-0662-0
- Tappolet, Claude (ed.). 1998. Correspondance E. Ansermet - J.-Claude Piguet (1948-1969). Preface by Philippe Dinkel, postface by Jean-Jacques Langendorf. Ginebra: Georg Editeur.
- Tappolet, Claude (ed.). 1990–91. Correspondance Ansermet-Strawinsky (1914–1967). Ginebra: Georg.
- Tappolet, Claude (ed.). 1989a. Correspondance Ansermet-Ramuz, 1906–1941. Prefaci de Maurice Zermatten. Ginebra: Georg; París: Eshel. ISBN 2-8257-0183-1
- Tappolet, Claude (ed.). 1989b. Lettres de compositeurs suisses à Ernest Ansermet, 1906-1963  Avant-propos de Conrad Beck; postfaci de Julien-François Zbinden. Ginebra: Georg. ISBN 2825701696
- Tappolet, Claude (ed.). 1983. Correspondance Ernest Ansermet, R.-Aloys Mooser: 1915-1969. Précédée d'un Voyage à Munich (1924) et suivie d'un Hommage à Ernest Ansermet par R.-Aloys Mooser (1969). Prefaci de René Dovaz. Ginebra: Georg. ISBN 2-8257-0092-4